# Ager Romanus

Ausdehnung des Römischen Reiches

Im engeren Sinne bezieht sich der lateinische Ausdruck Ager Romanus (italienisch Agro Romano, wörtlich „römischer Acker“) auf die nähere Umgebung der Stadt Rom, sei es geografisch als geläufige Bezeichnung für die römische Ebene, also die Tiberebene in der Provinz Latium, sei es politisch als Bezeichnung für den Zuständigkeits- und Einflussbereich der römischen Stadtregierung. Ausdrücklich wurde der genaue Umfang der administrativ zur Stadt Rom gehörigen Bezirke und Vorstädte erst 1817 durch Dekret von Papst Pius VII. festgelegt (vgl. Stadtgliederung Roms).
Heutzutage bezeichnen die Römer insbesondere die äußeren Stadtteile Roms, die oft noch einen eher ländlichen Charakter besitzen, als Agro Romano. In der Regel werden hierzu auch die Gemeinden Ardea, Fiumicino und Pomezia gezählt, die erst vor einigen Jahren aus der Gemeinde Rom ausgegliedert wurden.
In einem weiteren, vom ersten abgeleiteten Sinne bezeichnet der Begriff Ager Romanus das sich im Verlauf der Geschichte des Römischen Reiches wandelnde römische Staatsgebiet, d. h. das zum jeweiligen Zeitpunkt von römischen Bürgern besiedelte Gebiet. Die Grenzen dieses auch als „die römische Domäne“ bezeichneten „Ackers“ wurden durch die Expansion Roms und die Wandlungen in der römischen Bürgerrechtspolitik immer wieder neu definiert.
Aus kulturhistorischem Blickwinkel lassen sich heute all jene Landschaften zum Ager Romanus im weitesten Sinne rechnen, die einmal von den Römern beherrscht waren und in denen sich Spuren römischer Besiedlung und Kultur finden lassen. Im deutschsprachigen Raum zählen beispielsweise das Rheinland und die Gebiete südlich des Limes zum Ager Romanus, während etwa weite Teile Nord- und Ostdeutschlands kaum mit den Römern in Berührung kamen und einen dementsprechend geringeren kulturellen Reichtum aufweisen.